# Merrill (Maine)
Merrill – miasto w Stanach Zjednoczonych, w stanie Maine, w hrabstwie Aroostook.